# Gunnar Andrésson
Gunnar Andrésson (ur. 28 listopada 1970) – islandzki piłkarz ręczny, olimpijczyk.
Reprezentował Islandię w grze w piłkę ręczną na Letnich Igrzyskach Olimpijskich 1992, które odbyły się w Barcelonie. Wystąpił w jednym meczu fazy grupowej wraz drużyną narodową, rozegranym 4 sierpnia 1992 przeciwko reprezentacji Szwecji (18–25).